# Карма, Эрик
Эрик Юхани Карма (фин. Erik Juhani Karma; 20 января 1909 — 25 марта 1982) — финский альтист.
Окончил Консерваторию Хельсинки (1934), затем совершенствовал своё мастерство в Париже под руководством Леона Наувинка и Мориса Вьё.
Вернувшись в Финляндию, Карма заслужил наибольшее признание как ансамблист, участник Квартета имени Сибелиуса и его расширений до квинтета и секстета (Секстет Финского радио). Участвовал в ряде ансамблевых записей, в том числе в первой записи струнного трио Эркки Мелартина (1954, с Суло Аро и Эско Валста).
Спорадически занимался преподавательской деятельностью, был первым учителем Туомаса Хаапанена.
В 1960 году был удостоен высшей государственной награды Финляндии для деятелей искусства — медали Pro Finlandia.